# Krzna
Die Krzna [kʃna] ist ein linker Zufluss des Bug in Polen. Sie entspringt mit zwei Quellbächen, der Nördlichen und der Südlichen Krzna (Krzna Północna, Länge 38,5 km, und Krzna Południowa), in einer Höhe von 165 m (Nördliche Krzna) in der Równina Łukowska in der Woiwodschaft Lublin und fließt in im Wesentlichen östlicher Richtung in ihrem insgesamt 120 km langen Lauf bis zu ihrer Mündung in den Bug bei Neple.